# Cadillac Square Building
El Cadillac Square Building (también conocido como el Real Estate Exchange Building) era un rascacielos neogótico ubicado en el 17 Cadillac Square en Detroit, en el Nordeste de Estados Unidos. Fue construido en 1918 y abierto en 1919. Tiene 20 pisos, con dos pisos en el sótano, para un total de 22 pisos. El rascacielos fue diseñado por el arquitecto Louis Kamper en el estilo neogótico y compartió características similares y proporcionales a la vecina Cadillac Tower (que sin embargo no fue diseñada por Kamper). Fue demolido en 19076.

## Historia
El rascacielos fue construido en el antiguo sitio de un Salón del Ejército de Salvación, junto al actual Cadillac Square Park. Se diseñó en 1918 y se inauguró al año siguiente como el Real Estate Exchange Building. Entre 1922 y 1940, se llamó por primera vez Cadillac Square Building. 
En 1944, el estado de Míchigan adquirió el edificio de Book-Cadillac Corp. Esto con el fin de como usarlo para albergar unos 30 departamentos de agencias estatales, lo que la valió el apodo de Capitolio de Detroit. En 1945 estalló un escándalo por los gastos suntuarios en los que habían incurrido los políticos con oficinas en ellas.
El 14 de febrero de 1947, tres trozos de la cornisa del noveno piso cayeron en el adén y golpearon un autobús, aunque sin causar heridos.
En 1974 la ciudad de Detroit compró el edificio por 270.000 dólares (más o menos un millón en la actualidad) y decidió demolerlo entre finales de 1976 y principios de 1977. Se tenía proyectado construir un centro comercial en su lugar, pero este nunca se concretó y hoy hay uestacionamiento en su lugar.